# Raport historii pojazdu
Raport historii pojazdu – produkt informacyjny, dostarczający dane oraz informacje dotyczące historii pojazdów. Informacje oraz dane udostępniane są w formie uporządkowanej (raport w pliku pdf oraz html).
Raporty historii pojazdów wykorzystywane są przez:
- kupujących pojazdy. Dzięki raportom można prześledzić historię pojazdu pod kątem wypadkowości oraz prawdziwości odczytanych przebiegów, a także informacji na temat jego wcześniejszego użytkowania.
- sprzedających pojazdy, którzy używają ich w celu pokazania najlepszych cech pojazdu (bezwypadkowość) oraz w celu potwierdzenia wiarygodności przebiegów.
- dealerów samochodowych, którzy kupują raporty po to, aby ukazać detale związane z danymi technicznymi pojazdu oraz jego historią.

Raporty historii pojazdów mogą być wykorzystywane też jako narzędzie pozwalające potwierdzić wartość sprzedawanego/kupowanego pojazdu w oparciu o jego historię oraz dane techniczne (cena pojazdu powinna być adekwatna do jego historii wypadkowości oraz przebiegu).

## Zawartość raportu historii pojazdu

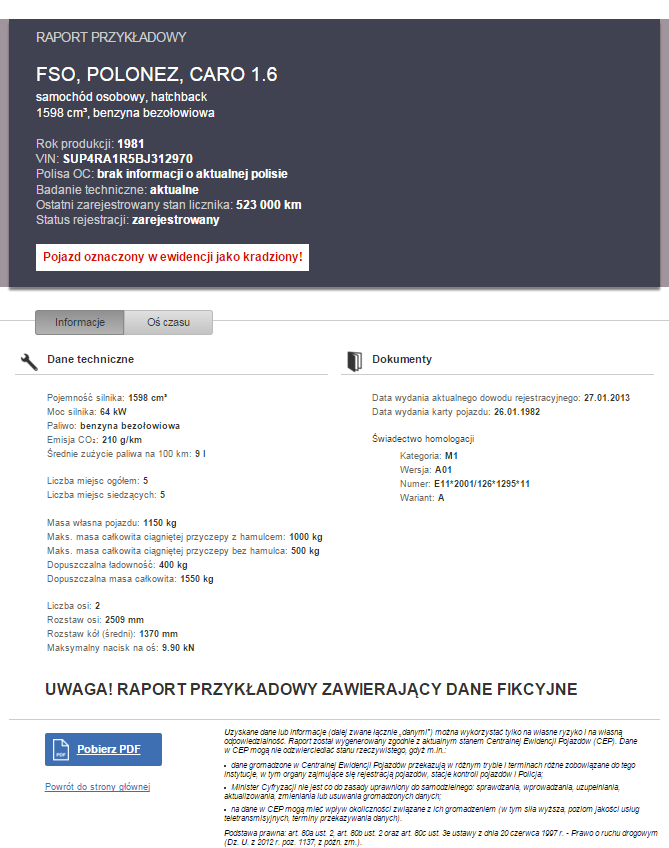
Przykładowy raport historii pojazdu z serwisu https://historiapojazdu.gov.pl/

Na podstawie numeru VIN można poznać szczegółowe informacje o pojeździe, między innymi:
- dane techniczne pojazdu (marka, model, rodzaj nadwozia, typ paliwa itp.)
- wyposażenie pojazdu zakodowane w numerze VIN
- informacje o ewentualnych kolizjach i wypadkach
- informacje o poprzednich wskazaniach licznika przebiegu
- archiwalne zdjęcia
- ilość dotychczasowych właścicieli, typ własności pojazdu
- informacje o zgłoszonych kradzieżach pojazdu
- informacje dotyczące użytkowania pojazdu (wynajmowany, zastawiony, leasingowany itp.)
- akcje serwisowe, dotyczące pojazdu, zgłaszane przez producentów
- informacje o ewentualnych zniszczeniach spowodowanych przez siły natury (w raportach Carfax i AutoCheck dla pojazdów z USA i Kanady)
- daty ważności przeglądów technicznych
- datę pierwszej rejestracji pojazdu

## Informacje oraz dane zawarte w raportach
Raporty budowane są na podstawie bardzo dużej ilości danych pozyskiwanych z wiarygodnych źródeł na całym świecie, takich jak centralne ewidencje pojazdów, stacje kontroli pojazdów, dealerzy samochodowi, warsztaty, towarzystwa ubezpieczeniowe, departamenty policji, leasingi, aukcje samochodowe.

## Gdzie znaleźć raport historii pojazdu
Dostarczaniem raportów zajmują się państwowe instytucje (także w Polsce) oraz komercyjne serwisy internetowe:
- bezpłatny raport z Centralnej Ewidencji Pojazdów[1] można znaleźć na stronie historia pojazdu – poza numerem VIN trzeba podać także numer rejestracyjny oraz datę pierwszej rejestracji samochodu. Raport zawiera dane zgromadzone od momentu pierwszej rejestracji w Polsce, między innymi dane techniczne pojazdu, datę ostatniego badania technicznego oraz termin ważności polisy OC. Możesz poznać również ostatni odczyt licznika, informację o liczbie właścicieli. Dowiesz się też jeśli pojazd był zgłaszany jako kradziony bądź został zarejestrowany na firmę. W bazie Centralnej Ewidencji Pojazdów gromadzone są dane dotyczące samochodów, motocykli i innych pojazdów zarejestrowanych w Polsce[2].
- raporty historii pojazdu (źródła płatne np. autodna.pl, autobaza.pl, automo.pl, carfax.eu[3], vin-info.pl, jaksprawdzacauta.pl) można uzyskać jedynie na podstawie numeru VIN. Dostępne są raporty dla aut z Polski, ale także z USA, Kanady, Belgii, Francji i Holandii. W celu sporządzenia raportu przeszukiwane są także bazy aut zgłoszonych, jako kradzione z kilkunastu krajów świata[4][5].